# 52. ceremonia wręczenia Złotych Globów
Złote Globy za rok 1994 przyznano 21 stycznia 1995 w Beverly Hilton Hotel w Los Angeles. Nagrodę im. Cecila DeMille za całokształt twórczości otrzymała Sophia Loren.
Laureaci:

## Kino

### Najlepszy film dramatyczny
Forrest Gump, reż. Robert Zemeckis

nominacje:
- Wichry namiętności, reż. Edward Zwick
- Nell, reż. Michael Apted
- Pulp Fiction, reż. Quentin Tarantino
- Quiz Show, reż. Robert Redford

### Najlepsza komedia/musical
Król lew, reż. Roger Allers, Rob Minkoff

nominacje:
- Priscilla, królowa pustyni, reż. Stephan Elliott
- Ed Wood, reż. Tim Burton
- Cztery wesela i pogrzeb, reż. Mike Newell
- Prêt-à-Porter, reż. Robert Altman

### Najlepszy aktor dramatyczny
Tom Hanks – Forrest Gump

nominacje:
- Brad Pitt – Wichry namiętności
- Paul Newman – Naiwniak
- John Travolta – Pulp Fiction
- Morgan Freeman – Skazani na Shawshank

### Najlepsza aktorka dramatyczna
Jessica Lange – Błękit nieba

nominacje:
- Jennifer Jason Leigh – Pani Parker i krąg jej przyjaciół
- Jodie Foster – Nell
- Meryl Streep – Dzika rzeka
- Miranda Richardson – Tom i Viv

### Najlepszy aktor w komedii/musicalu
Hugh Grant – Cztery wesela i pogrzeb

nominacje:
- Terence Stamp – Priscilla, królowa pustyni
- Johnny Depp – Ed Wood
- Arnold Schwarzenegger – Junior
- Jim Carrey – Maska

### Najlepsza aktorka w komedii/musicalu
Jamie Lee Curtis – Prawdziwe kłamstwa

nominacje:
- Andie MacDowell – Cztery wesela i pogrzeb
- Shirley MacLaine – Rycerz pierwszej damy
- Emma Thompson – Junior
- Geena Davis – Miłosne wybory

### Najlepszy aktor drugoplanowy
Martin Landau – Ed Wood

nominacje:
- Gary Sinise – Forrest Gump
- Samuel L. Jackson – Pulp Fiction
- John Turturro – Quiz Show
- Kevin Bacon – Dzika rzeka

### Najlepsza aktorka drugoplanowa
Dianne Wiest – Strzały na Broadwayu

nominacje:
- Robin Wright Penn – Forrest Gump
- Kirsten Dunst – Wywiad z wampirem
- Sophia Loren – Prêt-à-Porter
- Uma Thurman – Pulp Fiction

### Najlepsza reżyseria
Robert Zemeckis – Forrest Gump

nominacje:
- Edward Zwick – Wichry namiętności
- Oliver Stone – Urodzeni mordercy
- Quentin Tarantino – Pulp Fiction
- Robert Redford – Quiz Show

### Najlepszy scenariusz
Quentin Tarantino – Pulp Fiction

nominacje:
- Eric Roth – Forrest Gump
- Richard Curtis – Cztery wesela i pogrzeb
- Paul Attanasio – Quiz Show
- Frank Darabont – Skazani na Shawshank

### Najlepsza muzyka
Hans Zimmer – Król lew

nominacje:
- Alan Silvestri – Forrest Gump
- Elliot Goldenthal – Wywiad z wampirem
- James Horner – Wichry namiętności
- Mark Isham – Nell

### Najlepsza piosenka
„Can You Feel the Love Tonight” – Król lew – muzyka: Elton John; słowa: Tim Rice
nominacje:
- „The Color of the Night” – Barwy nocy – muzyka i słowa: Jud Friedman, Lauren Christy, Dominic Frontiere
- „Look What Love Has Done” – Junior – muzyka i słowa: Carole Bayer Sager, James Ingram, James Newton Howard, Patty Smyth
- „The Circle of Life” – Król lew – muzyka: Elton John;słowa: Tim Rice
- „Far Longer than Forever” – Księżniczka łabędzi – muzyka: Lex de Azevedo; słowa: David Zippel
- „I’ll Remember” – Z honorami – muzyka i słowa: Patrick Leonard, Madonna, Richard Page

### Najlepszy film zagraniczny
Farinelli: ostatni kastrat, reż. Gérard Corbiau (Belgia)

nominacje:
- Żyć!, reż. Zhang Yimou (Hongkong)
- Królowa Margot, reż. Patrice Chéreau (Francja)
- Trzy kolory. Czerwony, reż. Krzysztof Kieślowski (Polska/Szwajcaria)
- Jedz i pij, mężczyzno i kobieto, reż. Ang Lee (Tajwan)